# Jilm v Brušperku
Jilm v Brušperku je solitérní památný strom jilm horský (Ulmus glabra Huds.). Nachází se v Brušperku v okrese Frýdek-Místek v Moravskoslezském kraji v pohoří Podbeskydská pahorkatina a na Moravě.

## Historie a popis
Roste ve svazích v zástavbě nad náměstím mezi účelovou komunikací a zahradami u rodinných domů. Strom byl vyhlášen památným 4. prosince 1996.
| Dendrologické údaje z roku 1996 |                                                                      |
| Výška stromu:                   | 26 m                                                                 |
| Obvod kmene ve výčetní výšce:   | 4,7 m                                                                |
| Ochranné pásmo stromu:          | kruh o poloměru 10× průměru kmene v 1,3 m, tj. v době vyhlášení 15 m |

## Další informace
Strom je v dobrém zdravotním stavu.